# Eduardo Martín de Pozuelo
Eduardo Martín de Pozuelo Dauner (La Junquera, provincia de Gerona, 1952) es un periodista español, cofundador del Equipo de Investigación del diario La Vanguardia. Estudió en la Facultad de Ciencias de la Información en Madrid y Barcelona. Fue Coordinador del Área informativa de Terrorismo del mismo diario.

## Trayectoria profesional
En 1973, comenzó a trabajar en el diario Pueblo, de Madrid, como reportero, publicando numerosas informaciones, reportajes y entrevistas. También fue destinado como redactor del suplemento semanal de televisión TelePueblo. En 1975 fue contratado por La Vanguardia y dos años después fue promovido a jefatura del área de sucesos (actual sociedad). Poco después cofundó el Equipo de Investigación de La Vanguardia del que fue redactor jefe hasta su disolución en 2003. Ha publicado centenares de reportajes e informaciones, la mayoría de ellas de gran impacto internacional tal como aparece reflejado en numerosas referencias en libros y publicaciones especializadas, especialmente de Francia, Italia y Suiza.
Es autor de los reportajes de investigación que pusieron de relieve la presencia y asentamiento de la Mafia en España, lo que le valió el Premio Ortega y Gasset de periodismo de 1985. En 1989, RNE le concedió el Premio Ojo Crítico por las informaciones publicadas sobre la llamada "Peseta Connection" y que pusieron al descubierto la red internacional de contrabando de tabaco y tráfico de dinero y drogas generado desde España. También en 1989, recibió el Premio Ciudad de Barcelona por otra serie de reportajes de investigación sobre delincuencia organizada en España.
En 1990, escribió, junto con su compañero Jordi Bordas, el libro titulado La Cosa Nuestra, 10 años de mafia en España, publicado por Ediciones B, lo que les valió el Premio Reporter de periodismo.
En 1990 comenzó a colaborar en el espacio "Todos contra las Drogas", del programa Protagonistas dirigido por Luis del Olmo. Dicho espacio, que perduró catorce años, fue el único especializado en esta temática en toda la radiodifusión española y fue galardonado en 1992 con el Premio Ondas.
Eduardo Martín de Pozuelo participó como coguionista y asesor en el primer programa de investigación periodística de TVE, "Teleobjetivo".
En 1994 publicó el libro Guía de la corrupción (Ed. Plaza y Janés) del que es coautor junto a sus compañeros Jordi Bordas y Santiago Tarín, donde revelaban los principales casos de corrupción registrados en España, con especial atención a los habidos en Cataluña. La obra está prologada por el juez Baltasar Garzón.
Ha informado de procesos históricos entre los que destacan: Desde Roma, el juicio contra Ali Agca y la llamada trama Búlgara por los hechos referentes al atentado contra el papa Juan Pablo II; Desde Palermo, el maxiproceso contra 450 mafiosos instruido por el asesinado juez Giovanni Falcone, al que entrevistó tanto para La Vanguardia como para TVE en numerosas ocasiones; Desde Madrid, los juicios por los casos Nécora, UCIFA y GAL.
Entre los muchos asuntos que ha sacado a la luz pública cabe señalar los referentes al contrabando en Galicia, a las Tríadas en España y Europa, los relativos a las conexiones entre diferentes organizaciones criminales para el intercambio de droga; la presencia de la Camorra en España con la exclusiva sobre las circunstancias de la muerte en Brasil de su capo, Bardellino.
También pueden citarse las informaciones concernientes a las cumbres de la mafia Rusa en Madrid o su asentamiento en diferentes lugares de España o los reportajes de investigación sobre las redes de blanqueo, evasión de impuestos y creación de identidades virtuales a través de sociedades a las que se accede mediante Internet.
Tras unos años de investigación sobre crimen organizado pasó a ocuparse del terrorismo global destapando en La Vanguardia la presencia de células durmientes de Al Qaeda en España cuando aún no se hablaba de ese modelo de terrorismo en nuestro país. Luego siguió informando, entre otros temas relacionados con este terrorismo, sobre los autores del atentado del 11-S.
Es el impulsor de la investigación periodística sobre los desaparecidos españoles durante las dictaduras militares de Argentina y Chile, trabajo que le supuso el premio Derechos Humanos de 2000. Fruto de este trabajo es el libro titulado España Acusa  escrito junto con Santiago Tarín y editado por Plaza y Janés en su colección de historia Así Fue. España Acusa ha sido vendido en América y traducido al polaco.
Ha prologado varios libros, como la versión española del de Pierre Lascoumes sobre corrupción política en Francia o el del periodista italiano Enzo Biaggi sobre la vida del mafioso Tomasso Buscetta.
Ha impartido cursos de periodismo de investigación en las siguientes universidades: Universidad Internacional de Cataluña (UIC), Ramon Llull, Pompeu Fabra y Blanquerna, de Barcelona. Es ponente habitual en los Cursos de Verano de El Escorial de la Universidad Complutense y de los cursos de verano de la Universidad de Jaén que dirige Baltasar Garzón. Lo mismo en la Universidad Rey Juan Carlos en sus cursos de verano en Aranjuez. Ha pronunciado decenas de conferencias sobre periodismo de investigación, delincuencia organizada y tráfico mundial de drogas y terrorismo.
En los últimos años, la labor de investigación llevada a cabo por Eduardo Martín de Pozuelo le ha hecho merecedor de importantes premios. En 2004 recibió premio Reina Sofía de periodismo por una serie de reportajes sobre el fenómeno del "botellón". Ese año inició una nueva vía de investigación periodística basada en la recuperación histórica.

## La Investigación histórica sobre el Franquismo
A partir de 2005 inició una nueva vía de investigación periodística basada en estudio de documentos secretos desclasificados por las administraciones de Estados Unidos y Gran Bretaña principalmente. En 2006 su serie de 73 reportajes sobre pasajes inéditos del franquismo le hizo ser galardonado con el Premio Internacional Rey de España de Periodismo. En 2009 ha recibido el Premio Internacional Fundación Raoul Wallenberg por desvelar la relación real y desconocida del franquismo con el Holocausto mediante documentos secretos hallados en Londres.
En 2010 publica, junto a Jordi Bordas, su primera novela: Sin cobertura. En ella se relatan los eventos que llevaron a la muerte de agentes del CNI durante la incursión española en la guerra de Irak. En 2011 el mismo tándem periodístico publica una novela sobre una trama político criminal italiana que provoca el incendio del Liceo de Barcelona y la Fenice de Venecia: El experimento Barcelona.
En 2012 publica El Franquismo, cómplice del holocausto. Tras el éxito de Los secretos del franquismo, y hurgando en el mismo pozo documental de archivos secretos desclasificados, esta vez no solo de Estados Unidos sino también del Reino Unido y Holanda, en este libro el autor aborda la complicidad del gobierno de Franco con el exterminio de judíos por parte del III Reich. Este ensayo también narra otros episodios como el impulso alemán que recibió el golpe de Estado de 1936, tesis ya apuntada en Los secretos del franquismo pero que aquí aparece reforzada, y el control nazi de la prensa española, y termina con el difícil camino de la transición tal como lo vieron el resto de países occidentales.

## Libros publicados

### Ensayos
1. La Cosa Nuestra[6] (1990). El desembarco de la mafia en España.
2. Guía de la corrupción[8] (1994).
3. España acusa[19] (2000). Ed. Ramdom House Mondadori. Sobre las dictaduras de Argentina y Chile y la investigación española.
4. Los secretos del Franquismo[31]  (2007). Ediciones Libros de Vanguardia. Revelaciones sobre el régimen anterior.
5. La Guerra ignorada[32]  (2008). Editorial Debate (Mondadori)
6. España Negra[33]  (2011). Ed. Planeta. Obra coral de 12 periodistas. Martín de Pozuelo escribe un capítulo sobre el desembarco del capo de la Mafia y del capo de la Camorra en España. (Don Tano Badalamenti y Tonino Bardellino)
7. El Franquismo, cómplice del holocausto[29] (2012). Ed. Libros de Vanguardia.
8. Objetivo: Califato Universal[34]  (2015). Ed. Libros de Vanguardia.

### Novelas
1. Sin cobertura[26] (2010), cuyos derechos han adquiridos para ser llevados al cine. Editorial RBA.
2. El experimento Barcelona[28] (2011). Editorial Planeta. Sobre una trama político criminal italiana que provoca el incendio del Liceo de Barcelona y la Fenice de Venecia.

## Premios recibidos
Premios recibidos por sus reportajes e informaciones:
1. Ortega y Gasset de Periodismo 1985.[3] (10 años de Mafia en España).
2. Ojo Crítico 1989[4] (La peseta connection. El narco gallego y el blanqueo).
3. Ciudad de Barcelona 1989.[5] (Crimen organizado en España) Premio.
4. Reporter 1990.[7] (Por los reportajes sobre la Mafia y el libro la Cosa Nuestra).
5. Ondas, 1992 con Luis del Olmo, Jordi Bordas y Begoña del Pueyo por el espacio Todos contra las Drogas que dirigía Del Olmo.
6. Premio Derechos Humanos 2000. Por el seguimiento de los desaparecidos españoles en Argentina.
7. Premio Reina Sofía 2004.[23] Por una serie de reportajes sobre el botellón en España.
8. Premio Internacional Rey de España de Periodismo 2006.[24] Por 73 reportajes sobre pasajes inéditos del franquismo descubiertos en documentos hallados en USA y Gran Bretaña.
9. Premio Internacional Fundación Raoul Wallenberg 2009.[25] Por desvelar la relación real y desconocida del franquismo con el Holocausto mediante documentos secretos hallados en Londres.
10. Premio “Micrófono de los Informadores". Otorgado por La Asociación Profesional Española de Informadores de Prensa, Radio, Televisión e Internet (APEI-PRTI).
11. Premio Pirene de periodismo interpirenaico 2013, otorgado por el Gobierno de Andorra por el reportaje La salvación eran los Pirineos, publicado en el suplemento Magazine, de La Vanguardia.[35][36]
12. Premio "Nécora de Ouro" en la categoría de medios de comunicación. Otorgado por La Fundación Galega contra o Narcotráfico al equipo formado por Eduardo Martín de Pozuelo y Jordi Bordas. La fundación ha distinguido a los informadores "en reconocimiento a su sobresaliente labor de investigación periodística sobre el tráfico de drogas en Galicia y en España".[37][38]
13. Medalla al Mérito Policial. Por su trayectoria profesional informativa en la lucha contra el terrorismo islámico en Cataluña. Otorgado durante la celebración del Día de la Policía, el 2 de octubre de 2015.[39]